# ایستگاه یویوگی-اوهارا
ایستگاه یویوگی-اوهارا (به لاتین: Yoyogi-Uehara Station) یک ایستگاه قطار و ایستگاه مترو از خط چیودا در توکیو است که در شیبویا-کو واقع شده‌است.